# Mario Passante
Mario Passante (Napoli, 14 ottobre 1912 – Napoli, 2 maggio 1974) è stato un attore cinematografico italiano.

## Biografia
Passante ha lavorato nel cinema italiano in ruoli soprattutto da caratterista.
A partire dall'inizio degli anni cinquanta ha partecipato ad alcuni film di Totò, tra i quali Un turco napoletano (1954), e L'oro di Napoli (1954), in cui interpretava il cameriere di Vittorio De Sica nell'episodio I giocatori.
Lavora con il regista Dino Risi nel film Il vedovo (1959) in cui interpreta il commendator Lambertoni. Assieme ad Alberto Sordi prende parte anche ai film Mi permette, babbo! (1956), Il marito (1958), Il vigile (1960).
L'ultimo film in cui appare è Giorno caldo al Paradiso show (1966), diretto dal regista Enzo Di Gianni.

## Filmografia
- Processo alla città, regia di Luigi Zampa (1952)
- Ci troviamo in galleria, regia di Mauro Bolognini (1953)
- Canzone appassionata, regia di Giorgio Simonelli (1953)
- La lupa, regia di Alberto Lattuada (1953)
- Un turco napoletano, regia di Mario Mattoli (1953)
- Villa Borghese, regia di Gianni Franciolini (1953)
- Il seduttore, regia di Franco Rossi (1954) - non accreditato
- Canzone d'amore, regia di Giorgio Simonelli (1954)
- Il medico dei pazzi, regia di Mario Mattioli (1954)
- La schiava del peccato, regia di Raffaello Matarazzo (1954)
- Accadde al commissariato, regia di Giorgio Simonelli (1954)
- Tempi nostri - Zibaldone n. 2, regia di Alessandro Blasetti (1954)
- La strada, regia di Federico Fellini (1954)
- Prima di sera, regia di Piero Tellini (1954)
- Napoli è sempre Napoli, regia di Armando Fizzarotti (1954)
- L'oro di Napoli, regia di Vittorio De Sica (1954)
- Casta Diva, regia di Carmine Gallone (1954)
- Peccato che sia una canaglia, regia di Alessandro Blasetti (1954)
- Ballata tragica, regia di Luigi Capuano (1955)
- Le vacanze del Sor Clemente, regia di Camillo Mastrocinque (1955)
- Totò all'inferno, regia di Camillo Mastrocinque (1955)
- Siamo uomini o caporali, regia di Camillo Mastrocinque (1955)
- Buonanotte... avvocato!, regia di Giorgio Bianchi (1955)
- Il bidone, regia di Federico Fellini (1955)
- La bella mugnaia, regia di Mario Camerini (1955)
- Il bigamo, regia di Luciano Emmer (1955)
- Incatenata dal destino, regia di Enzo Di Gianni (1956)
- Mi permette, babbo!, regia di Mario Bonnard (1956)
- Kean - Genio e sregolatezza, regia di Vittorio Gassman (1956)
- Presentimento, regia di Armando Fizzarotti (1956)
- Parola di ladro, regia di Gianni Puccini e Nanni Loy (1957)
- Addio per sempre, regia di Mario Costa (1957)
- Le notti di Cabiria, regia di Federico Fellini (1957)
- Napoli, sole mio!, regia di Giorgio Simonelli (1958)
- Amore e chiacchiere, regia di Alessandro Blasetti (1958)
- Il romanzo di un giovane povero, regia di Marino Girolami (1958)
- Il marito, regia di Nanni Loy e Gianni Puccini (1958)
- Amore e guai..., regia di Angelo Dorigo (1958)
- Adorabili e bugiarde, regia di Nunzio Malasomma (1958)
- Perfide ma... belle, regia di Giorgio Simonelli (1958)
- Il moralista, regia di Giorgio Bianchi (1959)
- Il vedovo, regia di Dino Risi (1959)
- Il cavaliere senza terra, regia di Giacomo Gentilomo (1959)
- Due selvaggi a corte (1959)
- La cento chilometri, regia di Giulio Petroni (1959)
- Arriva la banda, regia di Tanio Boccia (1959)
- Ferdinando Iº re di Napoli, regia di Gianni Franciolini (1959)
- Il vigile, regia di Luigi Zampa (1960)
- Ti aspetterò all'inferno, regia di Piero Regnoli (1960)
- La strada dei giganti (1960)
- I piaceri dello scapolo, regia di Giulio Petroni (1960)
- La contessa azzurra, regia di Claudio Gora (1960)
- Caccia al marito, regia di Marino Girolami (1960)
- Cartagine in fiamme, regia di Carmine Gallone (1959)
- La maschera del demonio, regia di Mario Bava (1960)
- Robin Hood e i pirati, regia di Giorgio Simonelli (1960)
- Il ladro di Bagdad, regia di Arthur Lubin e Bruno Vailati (1961)
- Il giudizio universale, regia di Vittorio De Sica (1961)
- Io, Semiramide, regia di Primo Zeglio (1962)
- Boccaccio '70 (1962)
- Gli anni ruggenti, regia di Luigi Zampa (1962)
- Colpo gobbo all'italiana, regia di Lucio Fulci (1962)
- La congiura dei dieci, regia di Baccio Bandini (1962)
- Adultero lui, adultera lei, regia di Raffaello Matarazzo (1963)
- Giorno caldo al Paradiso show (1966)

## Doppiatori
- Vinicio Sofia in Ci ritroviamo in galleria, La maschera del demonio
- Mario Besesti in La schiava del peccato
- Alfredo Censi in La strada
- Olinto Cristina in Prima di sera
- Roberto Bertea in Il vedovo
- Cesare Fantoni in Il moralista